# Jürgen Ahrend
Jürgen Ahrend (Treuenhagen, 30 aprile 1930 – Leer, 1º agosto 2024) è stato un organaro tedesco.

## Biografia
Nato nel 1930, Jürgen Ahrend studiò in gioventù con l'organaro Paul Ott a Göttingen. Nel 1954, insieme a Gerhard Brunzema, fondò a Leer il laboratorio organario Ahrend & Brunzema, che restò in attività fino al 1971. Il laboratorio si guadagnò l'attenzione degli esperti del settore grazie ai loro restauri effettuati sugli organi della chiesa evangelica di Uttum e della chiesa di Rysum, eseguiti con un ritorno alle tecniche artigianali antiche.
La posizione geografica del laboratorio, in Frisia orientale, permise ad Ahrend e Brunzema di restaurare numerosi organi storici presenti nella regione e nel 1962 il laboratorio vinse il Niedersächsischen Staatspreis für das Kunsthandwerk ("Premio di Stato della Bassa Sassonia per le arti e i mestieri"). Nel 1971 Brunzema lasciò l'azienda per trasferirsi in Canada, dove fondò una propria attività e dove morì nel 1992. Ahrend, allora, portò avanti da solo il laboratorio, costruendo o restaurando oltre novanta organi fra il 1972 e il 2004 e guadagnandosi fama internazionale.
I suoi strumenti divennero particolarmente apprezzati per la precisione delle caratteristiche tecniche, l'attenzione filologica, il timbro dei registri e la scelta dei temperamenti. Nel 1986 ricevette il Niedersächsischer Staatspreis per la cultura e nel 2000 una laurea honoris causa dall'Università di Monash. Nel 2007 gli venne assegnato il Buxtehude-Preis di Lubecca.

## Vita privata
Jürgen Ahrend ebbe un figlio, Hendrik, che a sua volta proseguì l'attività paterna.

## Opere
Di seguito un elenco, non esaustivo, dei lavori di Jürgen Ahrend:

### In collaborazione con Brunzema (1954-1971)
| Anno          | Opus  | Città                    | Luogo                             | Immagine | Manuali  | Registri | Tipo di intervento |
| ------------- | ----- | ------------------------ | --------------------------------- | -------- | -------- | -------- | --- |
| 1954-88       | 1/129 | Larrelt (D)              | Larrelter Kirche                  |          | I/p      | 11       | Restauro dell'organo di Johannes Millensis del 1619.                                                                     |
| 1955          | 4     | Westerhusen (D)          | Westerhuser Kirche                |          | I/p      | 7        | Restauro dell'organo di Jost Sieburg del 1643.                                                                           |
| 1957          | 8     | Emden (D)                | Harsweg                           |          | I        | 4        | Nuovo. |
| 1957          | 9     | Uttum (D)                | Uttumer Kirche                    |          | I        | 9        | Restauro dell'organo del 1650. Vedi la pagina di approfondimento.                                                        |
| 1957 (1997)   | 10    | Veldhausen (D)           | Altreformierte Kirche             |          | I (II/P) | 6 (13)   | Nuovo. |
| 1959-2002     | 18    | Scheveningen (NL)        | Zorgvlietkerk                     |          | III/P    | 26       | Nuovo. |
| 1960          | 22    | Zutphen (NL)             | Walburgiskerk                     |          | I/p      | 6        | Nuovo. |
| 1961          | 25    | Rysum (D)                | Rysumer Kirche                    |          | I        | 7        | Restauro dell'organo del 1457-1531, ricostruzione di mantici, registri e consolle. Vedi la pagina di approfondimento.    |
| 1961          | 27    | Aurich (D)               | Lambertikirche                    |          | II/P     | 25       | Nuovo. |
| 1962          | 30    | Brema (D)                | St. Martini                       |          | III/P    | 33       | Nuovo, in cassa del XVII secolo di Marten de Mare e Christian Bockelmann. Vedi la pagina di approfondimento.             |
| 1964          | 35    | Hatzum (D)               | St.-Sebastians-Kirche             |          | I/p      | 7        | Nuovo. |
| 1965          | 41    | Amsterdam (NL)           | Oude Kerk                         |          | II/P     | 17       | Nuovo, in cassa del XVII secolo di Hans Wolff Schonat.                                                                   |
| 1965.         | 43    | Amsterdam (NL)           | Oude Waalse Kerk                  |          | II/P     | 26       | Restauro dell'organo di Christian Müller del 1734.                                                                       |
| 1966-96       | 45    | Brema-Oberneuland (D)    | St. Johann                        |          | III/P    | 28       | Nuovo, in stile barocco tedesco del nord. Nel 1996 aggiunto il brustwerk.                                                |
| 1967          | 49    | Castrop-Rauxel (D)       | Johanneskirche Schwerin-Frohlinde |          | III/P    | 27       | Nuovo. |
| 1968          | 57    | Gütersloh (D)            | Evangeliumskirche                 |          | II/P     | 20       | Nuovo, in stile barocco olandese-tedesco del nord.                                                                       |
| 1968          | 58    | Haarlem (NL)             | Doopsgezinde kerk                 |          | III/P    | 24       | Nuovo. |
| 1969          | 62    | Amburgo (D)              | Reformierte Kirche Altona         |          | II/P     | 15       | Nuovo. |
| 1969          | 63    | Loga (D)                 | Reformierte Kirche                |          | I/P      | 9        | Nuovo. |
| 1966-69-87    | 65    | Marienhafe (D)           | Marienkirche                      |          | II/p     | 20       | Restauro dell'organo di Gerhard von Holy del 1713 e ricostruzione di alcuni registri. Vedi la pagina di approfondimento. |
| 1970          | 68    | Francoforte sul Meno (D) | Cantate Domino                    |          | III/P    | 33       | Nuovo. |
| 1970          | 69    | Uelsen (D)               | Reformierte Kirche                |          | II/P     | 20       | Nuovo, in cassa del 1768 di Johann Gustav Schilling.                                                                     |
| 1965-70-75-77 | 70    | Innsbruck (A)            | Hofkirche                         |          | II/p     | 15       | Restauro dell'organo di Jörg Ebert del 1561. Vedi la pagina di approfondimento.                                          |
| 1971          | 72    | Westerstede (D)          | St.-Petri-Kirche                  |          | II/p     | 22       | Nuovo, costruito dietro il prospetto del 1687 di Joachim Kayser e completato con un rückpositiv.                         |
| 1963-71       | 74    | Leer (D)                 | Große Kirche                      |          | III/P    | 37       | Restauro. |

### Da solo (1972-2012)
| Anno             | Opus    | Città                    | Luogo                                  | Immagine | Manuali | Registri | Tipo di intervento                                                                                |
| ---------------- | ------- | ------------------------ | -------------------------------------- | -------- | ------- | -------- | ------------------------------------------------------------------------------------------------- |
| 1972             | 75      | Reinbek (D)              | Nathan-Söderblom-Kirche                |          | II/P    | 19       | Nuovo.                                                                                            |
| 1972             | 76      | Eugene (USA)             | Università dell'Oregon                 |          | IV/P    | 38       | Nuovo.                                                                                            |
| 1966-73          | 79      | Ochtersum (D)            | St.-Materniani-Kirche                  |          | I/p     | 9        | Restauro dell'organo di Christian Klausing del 1737.                                              |
| 1972-75, 1993-94 | 81/141  | Stade (D)                | St. Cosmae et Damiani                  |          | III/P   | 42       | Restauro dell'organo di Berendt Huss e Arp Schnitger del 1673. Vedi la pagina di approfondimento. |
| 1974             | 83      | Taizé (F)                | Versöhnungskirche (ora a Lione)        |          | III/P   | 28       | Nuovo.                                                                                            |
| 1975             | 84      | Amburgo (D)              | Christengemeinschaft Johnsallee        |          | II/P    | 18       | Nuovo.                                                                                            |
| 1975             | 90      | Francoforte sul Meno (D) | Evangelische Stadtkirche Höchst        |          | II/P    | 18       | Nuovo.                                                                                            |
| 1975             | 92      | Sloten (NL)              | Protestantse Kerk                      |          | II/p    | 16       | Restauro dell'organo di Albertus van Gruisen del 1786.                                            |
| 1975             | 93      | Loga (D)                 | Abitazione privata di Jürgen Ahrend    |          | II/p    | 8        | Nuovo.                                                                                            |
| 1977             | 97      | Duderstadt (D)           | St. Servatius                          |          | III/P   | 28       | Nuovo.                                                                                            |
| 1978             | 98      | Edimburgo (UK)           | Reid Concert Hall                      |          | II/P    | 21       | Nuovo.                                                                                            |
| 1978             | 100     | Joure (NL)               | Protestantse Kerk                      |          | III/P   | 27       | Nuovo.                                                                                            |
| 1979             | 103     | Melbourne (AUS)          | Università di Monash                   |          | IV/P    | 45       | Nuovo.                                                                                            |
| 1980             | 104     | Leida (NL)               | Hooglandse Kerk                        |          | II/P    | 24       | Restauro dell'organo di Pieter Jans de Swart del 1565.                                            |
| 1981             | 105     | Tolosa (F)               | Musée des Augustins                    |          | III/P   | 33       | Nuovo.                                                                                            |
| 1982-99          | 107     | Lüdingworth (D)          | St.-Jacobi-Kirche                      |          | III/P   | 35       | Restauro dell'organo di Antonius Wilde del 1599. Vedi la pagina di approfondimento.               |
| 1978-83          | 108     | Weener (D)               | St.-Georgskirche                       |          | II/P    | 29       | Restauro dell'organo di Arp Schnitger del 1710. Vedi la pagina di approfondimento.                |
| 1983             | 110     | Worfelden (D)            | Ev. Kirche                             |          | I       | 6        | Restauro dell'organo di Adam Knauth del 1624. Vedi la pagina di approfondimento.                  |
| 1976-77-83-84    | 96/111  | Groningen (NL)           | Martinikerk                            |          | III/P   | 52       | Restauro dell'organo di Arp Schnitger del 1692. Vedi la pagina di approfondimento.                |
| 1985             | 115     | Porrentruy (CH)          | Liceo cantonale                        |          | II/P    | 30       | Nuovo.                                                                                            |
| 1981-85          | 116     | Norden (D)               | Ludgeri-Kirche                         |          | III/P   | 46       | Restauro dell'organo di Arp Schnitger del 1692. Vedi la pagina di approfondimento.                |
| 1985             | 118     | Stellichte (D)           | St.-Georg-Christophorus-Jodokus-Kirche |          | II/p    | 12       | Ricostruzione dell'organo di Marten de Mare del 1610.                                             |
| 1986             | 120     | Tokyo (JP)               | St.Gregory House                       |          | II/p    | 13       | Nuovo.                                                                                            |
| 1986             | 121     | Kantens (NL)             | Antoniuskerk                           |          | I/p     | 10       | Restauro dell'organo di Hendrick e Johannes Huys del 1660 circa.                                  |
| 1986-87          | 127     | Vienna (A)               | Michaelerkirche                        |          | III/P   | 40       | Restauro dell'organo di Johann David Sieber del 1714.                                             |
| 1987-90          | 128     | Stade (D)                | St. Wilhadi                            |          | III/P   | 40       | Restauro dell'organo di Erasmus Bielfeldt del 1736. Vedi la pagina di approfondimento.            |
| 1989             | 130     | Tsukuba (JP)             | Bach-Grove                             |          | II/P    | 19       | Nuovo.                                                                                            |
| 1989             | 131     | Wetzlar (D)              | Franziskanerkirche                     |          | II/P    | 22       | Nuovo.                                                                                            |
| 1990             | 134     | Milano (I)               | San Simpliciano                        |          | III/P   | 35       | Nuovo.                                                                                            |
| 1991             | 135     | Pilsum (D)               | Kreuzkirche                            |          | II/p    | 16       | Restauro dell'organo di Valentin Ulrich Grotian del 1694.                                         |
| 1991             | 138     | Zwettl (A)               | Stift                                  |          | III/P   | 35       | Restauro dell'organo di Johann Ignaz Egedacher del 1731.                                          |
| 1990-93          | 139     | Amburgo (D)              | Sankt Jacobi                           |          | IV/P    | 60       | Restauro dell'organo di Arp Schnitger del 1693. Vedi la pagina di approfondimento.                |
| 1993             | 140     | Payerne (CH)             | Pfarrkirche                            |          | II/P    | 22       | Ricostruzione dell'organo di Johann Melchior Grob del 1787.                                       |
| 1993-94          | 143     | Trondheim (N)            | Nidarosdom                             |          | II/P    | 30       | Restauro dell'organo di Joachim Wagner.                                                           |
| 1994-95          | 144     | Osteel (D)               | Warnfried-Kirche                       |          | II/p    | 13       | Restauro dell'organo di Edo Evers del 1619. Vedi la pagina di approfondimento.                    |
| 1995             | 145     | Monaco di Baviera (D)    | Deutsches Museum                       |          | II/P    | 17       | Nuovo.                                                                                            |
| 1997             | 147     | Landshut (D)             | St. Jodok                              |          | II/P    | 15       | Nuovo.                                                                                            |
| 1997             | 149     | Tokyo (JP)               | Nihon-Universität                      |          | III/P   | 41       | Nuovo.                                                                                            |
| 1997             | 150     | Stoccarda (D)            | Musikhochschule                        |          | II/P    | 15       | Nuovo.                                                                                            |
| 1998             | 151     | Logabirum (D)            | Logabirumer Kirche                     |          | I/P     | 10       | Nuovo, ma con prospetto del 1725.                                                                 |
| 1997-98          | 153     | Dornum (D)               | St.-Bartholomäus-Kirche                |          | III/P   | 32       | Restauro dell'organo di Gerhard von Holy del 1711.                                                |
| 1999             | 156     | Payerne (CH)             | Pfarrkirche                            |          | I/p     | 10       | Nuovo.                                                                                            |
| 2000             | 157     | Lubecca (D)              | Duomo di San Pietro                    |          | I/p     | 10       | Restauro dell'organo di Biaggio di Rosa del 1777.                                                 |
| 2000             | 158     | Kongsberg (N)            | Kongsberg kirke                        |          | III/P   | 42       | Restauro dell'organo di Gottfried Heinrich Gloger del 1765.                                       |
| 2001             | 159     | Trebel (D)               | Lutherische Kirche                     |          | II/P    | 19       | Restauro dell'organo di Johann Georg Stein del 1777.                                              |
| 2002             | 160     | Leer (D)                 | Lutherkirche                           |          | III/P   | 39       | Nuovo in cassa di Hinrich Just Müller del 1795.                                                   |
| 2002             | 161     | Colonia (D)              | Ursulinenkirche                        |          | II/P    | 19       | Nuovo, in stile di organo barocco tedesco del nord.                                               |
| 2002-03          | 162     | Wilten (A)               | Stiftskirche                           |          | I/P     | 4 (10)   | Restauro dell'organo di Daniel Herz del 1675.                                                     |
| 2003-04          | 163     | Altenbruch (D)           | St.-Nicolai-Kirche                     |          | III/P   | 35       | Restauro dell'organo di Johann Hinrich Klapmeyer del 1730. Vedi la pagina di approfondimento.     |
| 2004             | 164     | Hokksund (N)             | Norway kirke                           |          | II/P    | 22       | Nuovo.                                                                                            |
| 2004-08-12       | 165/183 | Oldersum (D)             | Oldersumer Kirche                      |          | II/P    | 18       | Nuovo, in collaborazione con suo figlio Heinrik.                                                  |
| 2008-09          | 187     | Venezia (I)              | Chiesa di San Salvador                 |          | I/p     | 8        | Nuovo, in collaborazione con suo figlio Hendrik. Vedi la pagina di approfondimento.               |